# Eurema irena
Eurema irena é uma borboleta da família Pieridae. É oriunda de Sulawesi.

## Taxonomia
Eurema irena era tratada como uma subespécie de Eurema simulatrix, mas formalmente foi levantada para o estatuto de espécie por Yata, em 1994.